# Gina Krog
Jørgine ("Gina") Anna Sverdrup Krog (født 20. juni 1847 i Flakstad i Lofoten, død 14. april 1916 i Kristiania) var en norsk politiker og kvindesagsaktivist. Hun var en lederskikkelse i kampen for kvinders ret til uddannelse og kvindelig stemmeret og grundlagde Norsk Kvinnesaksforening og tre andre nu ophørte kvindesagsorganisationer. Hun er blevet kaldt "høvdingen i norsk kvindebevægelse" i sin samtid. Krog var et tidligt medlem af Venstre, hvor hun var stedfortræder i landsstyret fra 1909.

## Opvækst
Hendes far var sognepræst Jørgen Sverdrup Krogh, og moderen hed Ingeborg Anna Dass Brinchmann. Faderen døde før datterens fødsel, og hun flyttede derefter med familien (moder, søster og broderen Fredrik) til faderens hjemsted Karmøy, og i 1855 videre til Kristiania. Der gik hun på Fru Autenrieths Pigeskole før hun selv studerede videre og påtog sig forskellig undervisning.  Kvinder havde da endnu ikke ret til at studere ved universitetet.

## Forkæmper for kvinders rettigheder
I 1880 rejste hun til England og fik kontakt med kvindesagsmiljøet der, på Bedford College, og hun begyndte en periode som aktiv skribent for kvindesagen i dagspressen.  
Krog blev efterhånden en national lederskikkelse, som etablerede Norsk Kvinnesaksforening (1884, viceformand til 1888), Kvindestemmeretsforeningen (1885, formand), Landskvindestemmeretsforeningen (1898), Norske Kvinders Nasjonalråd (1904, Krog formand frem til 1916) og var regeringens repræsentant i Den Internationale Stemmeretsalliance.
Hun var redaktør af bladet Nylænde i perioden 1885-1916 og styrede bladet alene. Hun skrev også et kapitel om "kvinden i selvstændigt erhverv" i bogen Forældre og Børn fra 1902. Gina Krog var også interesseret i bjergbestigning og var blandt andet med Wilhelm Keilhau og venner på ture i Jotunheimen.
Krog var den første kvinde i Norge, som blev begravet på statens bekostning. Under hendes begravelse i 1916 deltog statsministeren, stortingspræsidenten og højesteretsjustitiarius.
Gina Krogs vei på Lambertseter, og Gina Krog-prisen som uddeles af Norsk Kvinnesaksforening, er opkaldt efter hende. I 2013 blev et olie- og gasfelt opkaldt efter hende.